# Naturpark Stechlin-Ruppiner Land
Der Naturpark Stechlin-Ruppiner Land ist ein Großschutzgebiet im Norden des Landes Brandenburg. Der Naturpark wurde nach dem Großen Stechlinsee und der historischen Landschaft Ruppiner Land benannt. Er umfasst das Rheinsberger Seengebiet und die Ruppiner Schweiz.
Das Gebiet um den Großen Stechlinsee hat bereits seit 1938 auf einer Fläche von 1.774 Hektar den Status eines Naturschutzgebietes. Das Naturschutzgebiet Stechlin wurde am 15. November 2002 mit einer Gesamtgröße von 8.760 Hektar durch Festsetzung der Rechtsverordnung geschützt. Im Jahr 2001 wurde der Naturpark bekannt gemacht und ist seitdem das 15. Großschutzgebiet des Bundeslandes Brandenburg. Nach dem Brandenburgischen Naturschutzgesetz bestehen Naturparke zum überwiegenden Teil aus Naturschutzgebieten und Landschaftsschutzgebieten.
Der Naturpark Stechlin-Ruppiner Land beherbergt flächenanteilig mehr als die Hälfte der natürlichen Klarwasserseen in Brandenburg und daneben einige Besonderheiten, wie das Vorkommen dystropher Moorseen, vielfältiger Moorflächen und Wälder, insbesondere Rotbuchenwälder. Der Naturpark hat eine Fläche von ca. 680 km², die zu ca. 62 % von Wäldern, ca. 7 % von Seen (mehr als 100) und Flüssen, ca. 17 % von Äckern, ca. 9 % von Grünland und ca. 5 % von Infrastruktur und Wohnflächen eingenommen werden. Die Gesamtfläche wurde am 16. Juni 2021 um 26 % auf 860 km² erweitert.

## Lage und Verkehrsanbindung

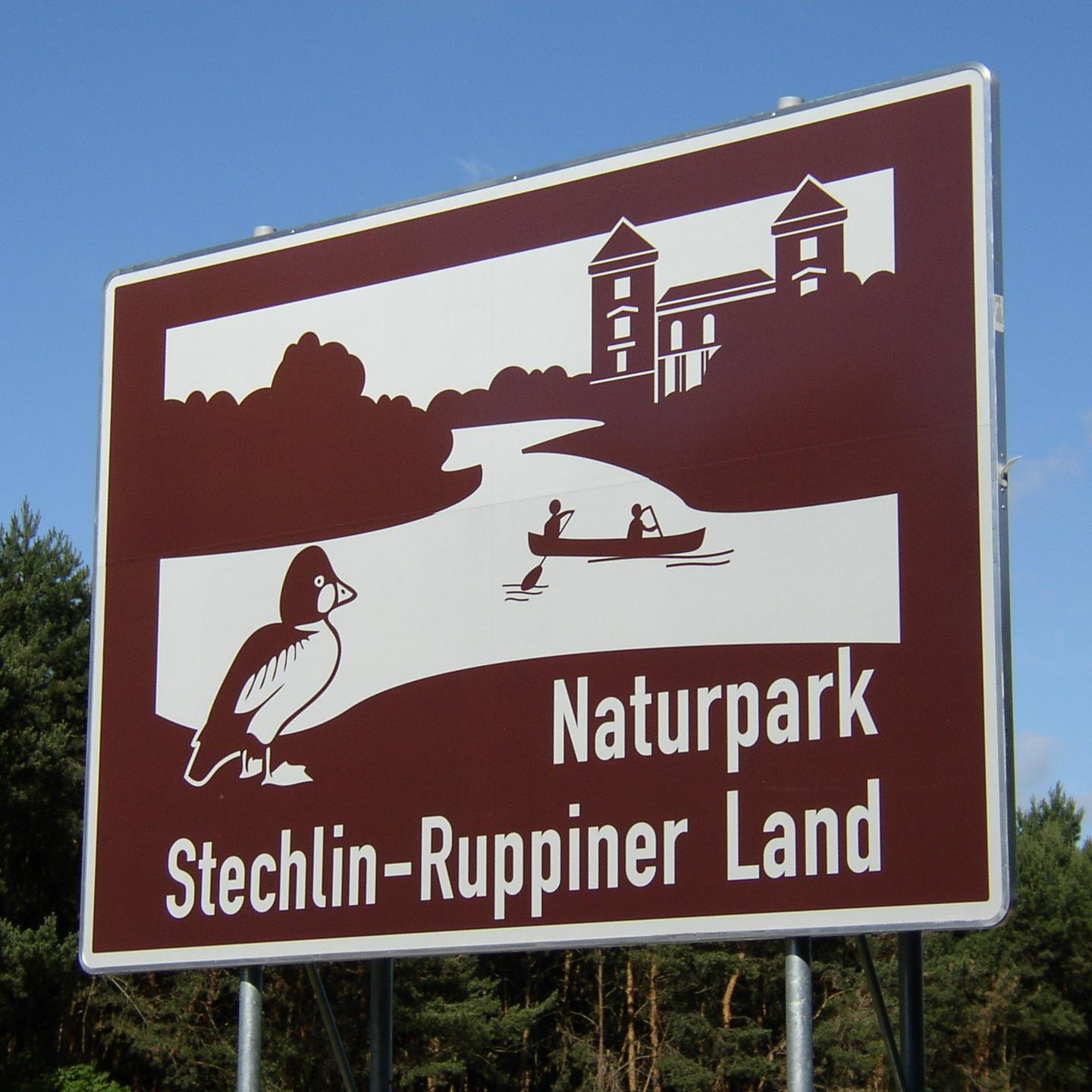
Unterrichtungstafel an der A 24

Der Naturpark liegt in den Landkreisen Oberhavel (ca. 1/3) und Ostprignitz-Ruppin (ca. 2/3) im Norden des Bundeslandes Brandenburg und grenzt an die Landesgrenze zu Mecklenburg-Vorpommern und im Osten an den Naturpark Uckermärkische Seen. Der Naturpark befindet sich auf dem Gebiet der Städte Fürstenberg/Havel, Gransee, Lindow (Mark), Neuruppin, Rheinsberg und Wittstock/Dosse sowie der Gemeinden Großwoltersdorf, Herzberg (Mark), Sonnenberg, Stechlin, Storbeck-Frankendorf und Vielitzsee.
Durch den Naturpark führt die Bundesstraße 122, an seinem östlichen Rand verläuft die Bundesstraße 96 und an seinem südlichen Rand die Bundesstraße 167.

## NaturParkHaus

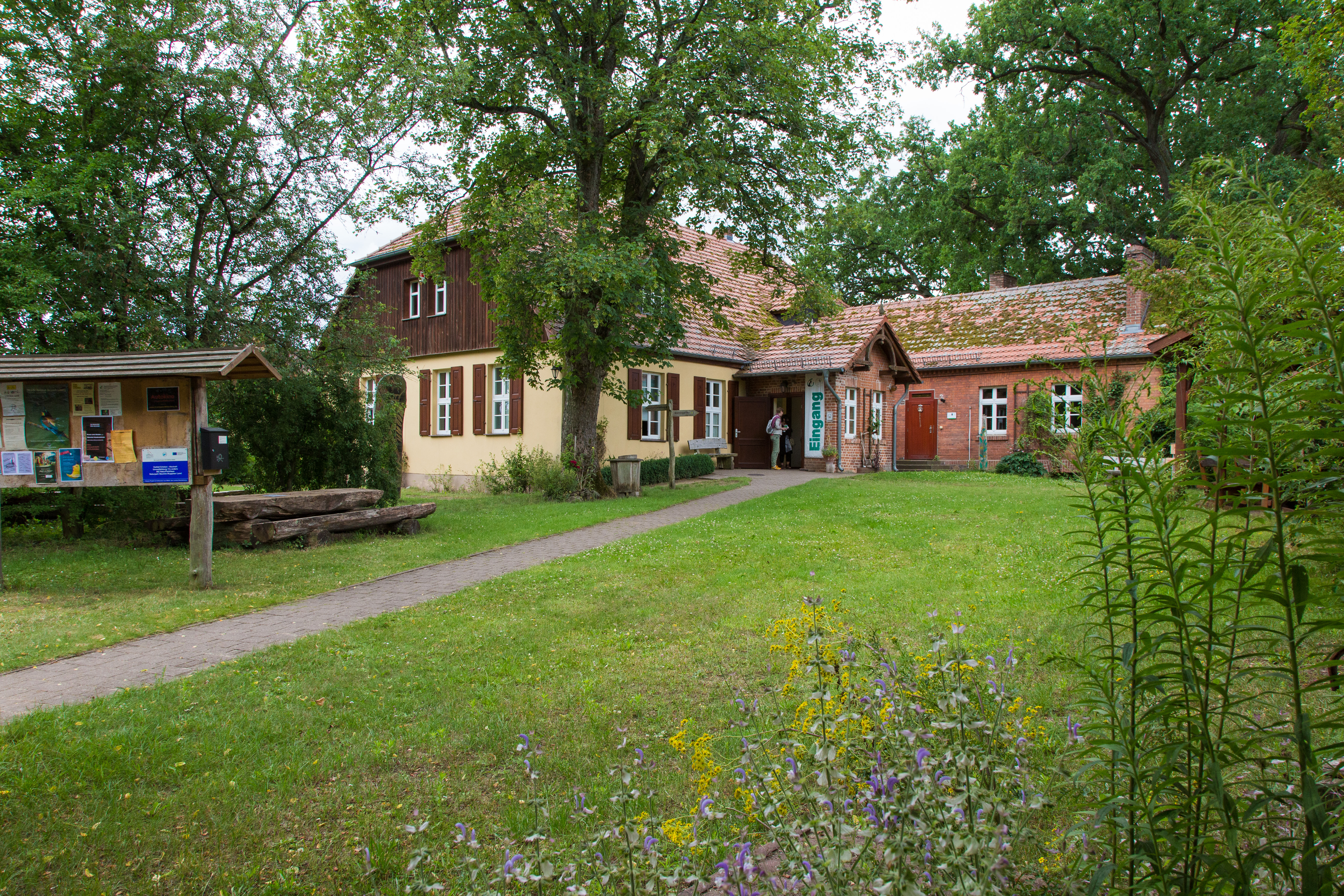
NaturParkHaus Stechlin in Menz

Das Besucherzentrum des Naturparks befindet sich in Menz. Im NaturParkHaus Stechlin wird eine Ausstellung zu den charakteristischen Lebensräume des Gebietes – Buchenwälder, Moore und Klarwasserseen – und ihren Bewohnern gezeigt. Träger des NaturParkHauses ist der Förderverein „Naturlandschaft Stechlin und Menzer Heide e. V.“, der auch ein Programm an Umweltbildungsveranstaltungen anbietet.